# Mezinárodní sdružení správ majáků
Mezinárodní sdružení správ majáků (anglicky International Association of Lighthouse Authorities; celým názvem The International Association of Marine Aids to Navigation and Lighthouse Authorities, francouzsky Association Internationale de Signalisation Maritime) obvykle však jen jako IALA, je nezisková mezinárodní organizace založená v roce 1957 za účelem sběru a vydávání námořních znaleckých posudků a rad.
Centrála IALA se nachází v Saint-Germain-en-Laye nedaleko Paříže.

## Charakteristika
Komise organizace poskytují důležitou dokumentaci pro Mezinárodní hydrografickou organizaci a pro další mezinárodní organizace, přičemž sekretariát IALA slouží jako středisko pro výměnu technických informací a organizuje semináře a technickou podporu pro rozvojové země.
Hlavní náplní práce IALA je od roku 1973 zavádění systému námořních navigačních bójí IALA. Tento systém nahradil asi 30 rozdílných systémů bójí, jež se používaly na celém světě, dvěma hlavními systémy. Potřebu této úpravy vyvolaly dvě těžké nehody v Calaiské či Doverské úžině v roce 1971. Při první z nich narazila západoněmecká loď Brandenburg 12. ledna do vraku panamské lodi Texaco Caribbean ležícího těsně pod hladinou poblíž britského města Folkestone, přestože vrak byl dostatečně označený 3 svislými zelenými světly, a potopila se. Již 27. února se situace opakovala, ačkoli společnost Trinity House označila místo havárie Texaco Caribbean majákovou lodí a dalšími 5 světelnými bójemi. Řecká loď Niki tyto výstražné signály ignorovala, narazila do vraku Texaco Caribbean a rovněž se potopila. Celkem při obou haváriích zahynulo 51 osob.

## Struktura IALA
Organizace se dělí na čtyři technické komise:
- e-NAV – elektronická navigace
- ARM – pomůcky pro navigační potřeby a řízení – soustředí se na záležitosti řízení na základě zkušenosti členů a vydávání dokumentace
- ENG – technika a udržitelnost – soustředí se na technickou stránku veškerých navigačních pomůcek a jejich dopad na životní prostředí; komise rovněž dohlíží na veškeré činnosti IALA, jež souvisí s ochranou historických majáků a jejich zařízení
- VTS – lodní dopravní služby – zabývá se otázkami a dokumentací ohledně VTS

## Značení vodních cest

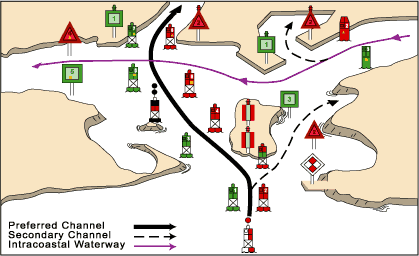
Příklad označení plavební dráhy navigačními znaky a bójemi

IALA je známá zejména díky svému systému námořních navigačních bójí neboli plavebních znaků, který se používá při navigaci plavidel na moři. Tyto znaky jsou rozděleny do pěti skupin:
- Boční znaky – označují levou a pravou stranu plavební dráhy
- Kardinální znaky – ukazují, kterým směrem od znaku se nachází bezpečná voda
- Znaky izolovaných nebezpečí – toto izolované nebezpečí má omezenou velikost, kolem něj je splavná voda
- Znaky bezpečné vody – umísťují se do osy plavební dráhy, protože všude kolem nich je bezpečná voda
- Speciální znaky – upozorňují na zvláštní oblasti, kde třeba platí omezení rychlosti; vysvětlení k nim lze najít v plavebních příručkách nebo na námořních mapách

Znaky definují za dne barva, tvar a vrcholový znak. V noci pak barva a charakteristika světla neboli barva a počet záblesků.

## Oblasti IALA
Systém námořních navigačních bójí IALA rozděluje svět na dvě přesně vymezené oblasti: IALA A a IALA B. Oblast IALA B zahrnuje Severní a Jižní Ameriku, Japonsko, Jižní Koreu a Filipíny. Zbytek světa se nachází v oblasti IALA A.

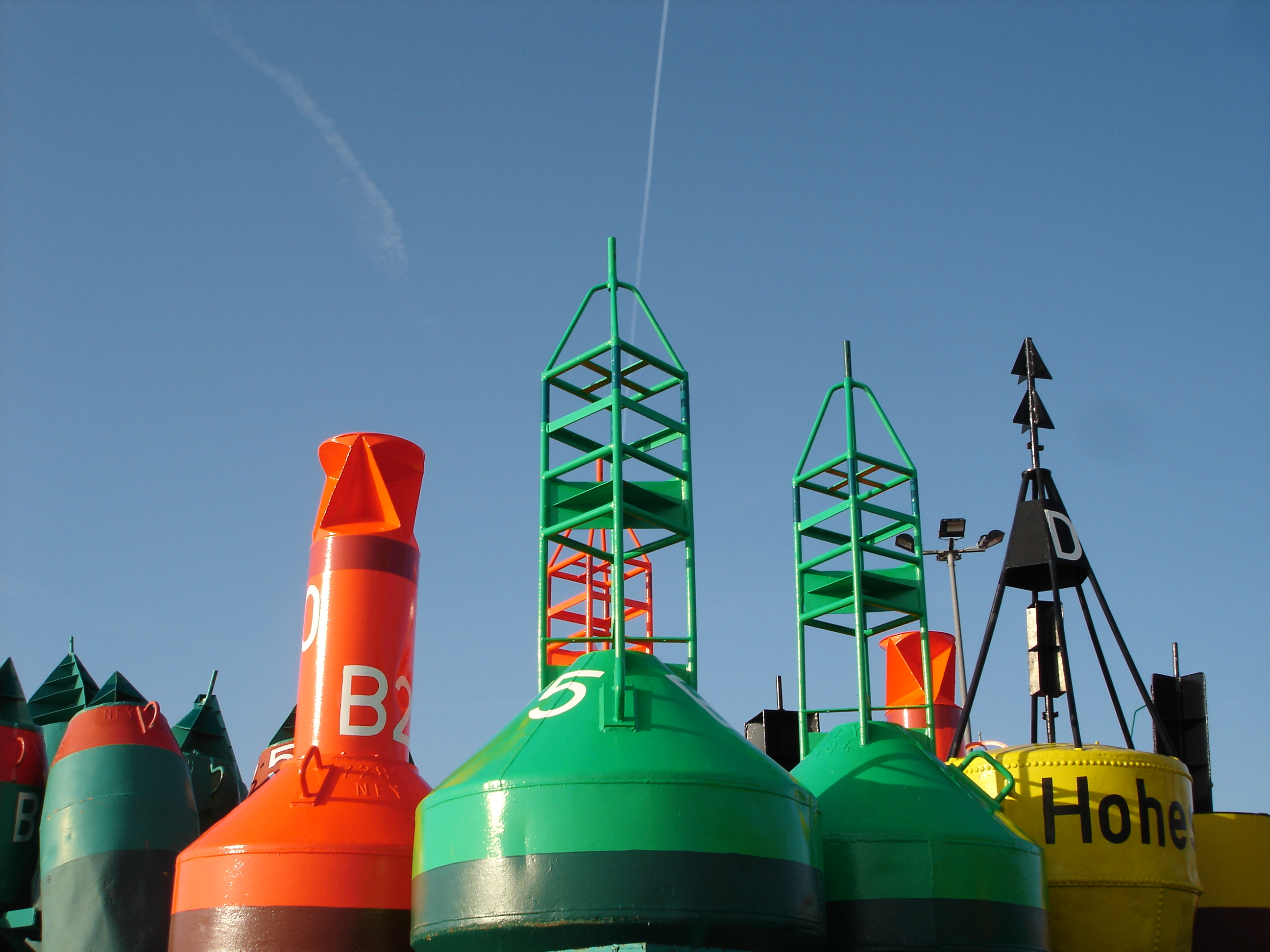
Různé typy navigačních bójí připravených k umístění
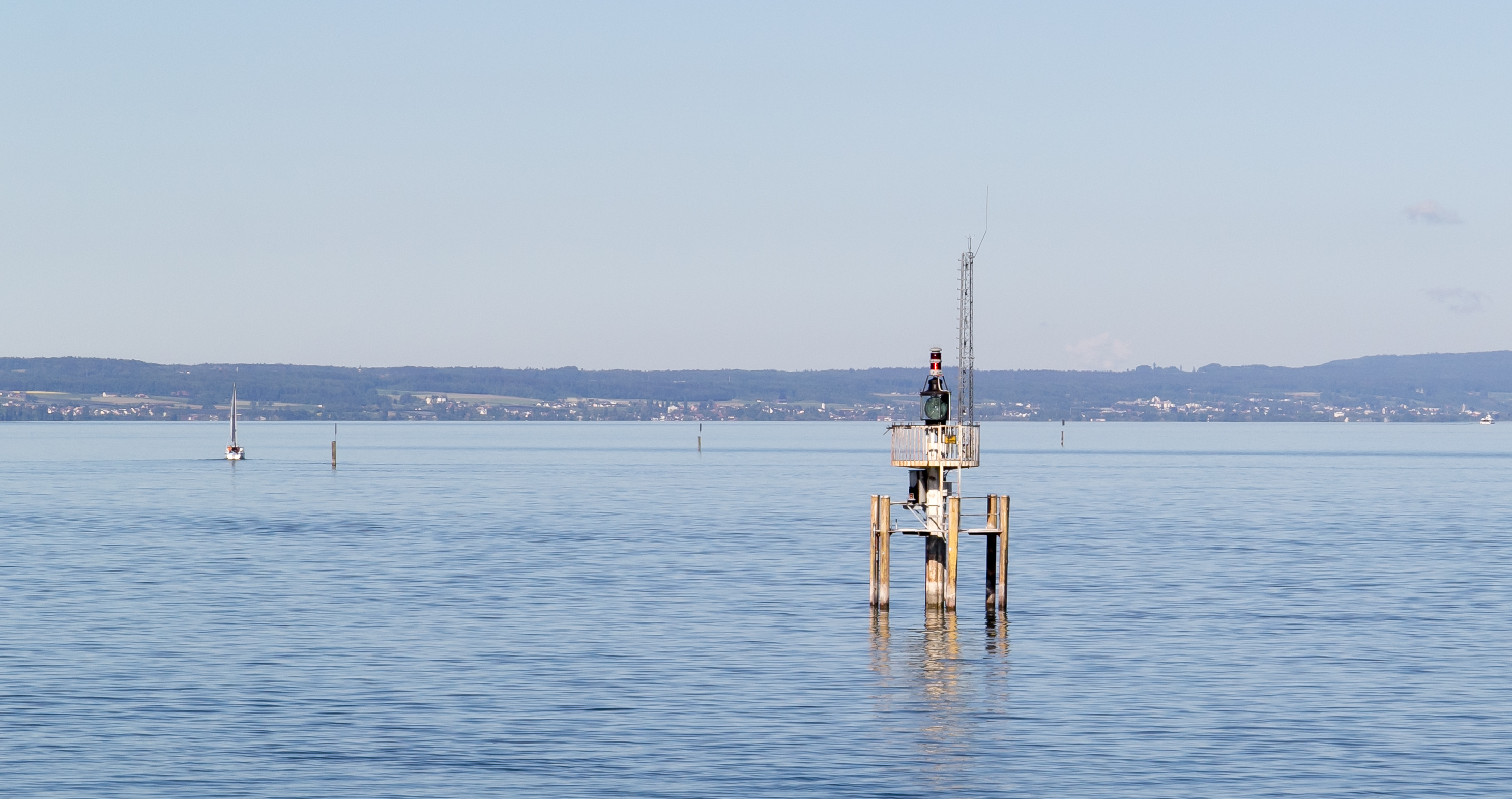
Plavební znak označující hranice plavební dráhy
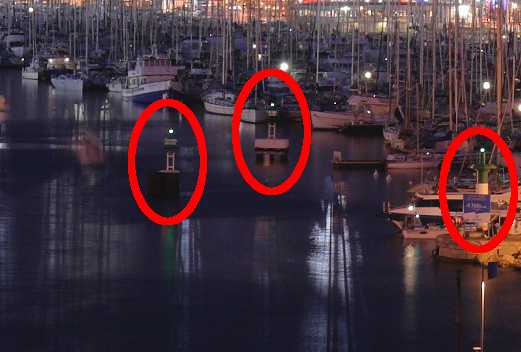
Noční osvětlení navigačních znaků v přístavu
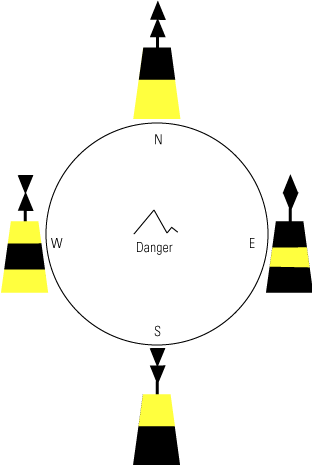
Příklad použití a významu kardinálních znaků
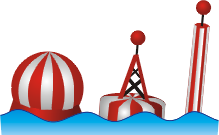
Typy bójí označujících bezpečné vody